# Thomas Etzold
Thomas Etzold (* 29. Dezember 1956) ist ein deutscher Kameramann.

## Leben
Thomas Etzold studierte an der Northwestern University in Chicago. Anschließend arbeitete er eine Zeit lang als Kameraassistent in den USA und später beim Hessischen Rundfunk. Seit 1983 arbeitet er als freier Kameramann. Seit seiner Kameraarbeit an der von  Gabi Kubach inszenierten Komödie Liebe ist die halbe Miete ist Etzold regelmäßig beim Fernsehen beschäftigt.

## Filmografie (Auswahl)
- 1999–2009: Tatort (Fernsehreihe)
  - 1999: Die apokalyptischen Reiter
  - 2000: Die Frau im Zug
  - 2001: Der lange Arm des Zufalls
  - 2001: Eine unscheinbare Frau
  - 2002:  Filmriss
  - 2004: Eine ehrliche Haut
  - 2006: Blutschrift
  - 2007: Die Falle
  - 2008: Tod einer Heuschrecke
  - 2008: Ausweglos
  - 2009: Falsches Leben
- 2000: Höllische Nachbarn – Nur Frauen sind schlimmer
- 2001: Utta Danella – Der blaue Vogel
- 2002: Liebe ist die halbe Miete
- 2002: Wann ist der Mann ein Mann?
- 2003: Pfarrer Braun: Der siebte Tempel
- 2003: Pfarrer Braun: Das Skelett in den Dünen
- 2003: Tochter meines Herzens
- 2005: Liebe hat Vorfahrt
- 2005: Lauras Wunschzettel
- 2005–2007: Wilsberg
  - 2005: Ausgegraben
  - 2006: Falsches Spiel
  - 2007: Die Wiedertäufer
  - 2007: Unter Anklage
- 2006: Nicht ohne meine Schwiegereltern
- 2008: Der Nikolaus im Haus
- 2008: Plötzlich Millionär
- 2009: Die göttliche Sophie
- 2009: Woche für Woche
- 2010: Weihnachten im Morgenland
- 2011: Der Mann auf dem Baum
- 2012: Ein Drilling kommt selten allein
- 2012: Was machen Frauen morgens um halb vier?
- 2012: Zum Kuckuck mit der Liebe
- 2014: Die Sache mit der Wahrheit
- 2017: Falsche Siebziger
- 2018: Inga Lindström: Die andere Tochter
- 2018: Inga Lindström: Die Braut vom Götakanal
- 2019: Inga Lindström: Klang der Sehnsucht
- 2019: Inga Lindström: Ausgerechnet Söderholm
- 2021: München Mord: Das Kamel und die Blume (Fernsehreihe)
- 2022: München Mord: Dolce Vita (Fernsehreihe)
- 2022: Praxis mit Meerblick – Schwesterherz (Fernsehreihe)